# Зайве
За́йве — село в Україні, у Костянтинівській сільській громаді Миколаївського району Миколаївської області. Населення становить 158 осіб.

## Природа
На пісках біля села знайдено популяцію рослини з родини Орхідних, що занесені до Червоної книги України — плодоріжки болотної (Anacamptis palustris (Jacq.) R.M.Bateman, Pridgeon et M.W.Chase). Ділянка, на якій зростає цей вид, розміщена біля болота з купинами осоки (Carex sp.) та заростями очерету звичайного (Phragmites australis (Cav.) Trin. ex Steud.). На цій же ділянці трапляється ендемічний вид нижньобузьких та нижньодніпровських пісків — береза дніпровська (Betula borysthenica Klokov.). Нині це єдине місцезростання цієї берези у пониззі Південного Бугу, оскільки всі інші, описані Й. К. Пачоським, на які посилаються всі науковці, знищені..

## Населення
Згідно з переписом УРСР 1989 року чисельність наявного населення села становила 125 осіб, з яких 48 чоловіків та 77 жінок.
За переписом населення України 2001 року в селі мешкало 158 осіб.

### Мова
Розподіл населення за рідною мовою за даними перепису 2001 року:
| Мова       | Відсоток |
| ---------- | -------- |
| українська | 93,67 %  |
| російська  | 6,33 %   |